# كانون تاكاو
كانون تاكاو (باليابانية: 高尾奏音؛ بالكانا: たかお かのん) هي مؤدية صوت وعازفة بيانو يابانية، ولدت في 10 سبتمبر 2002 في طوكيو في اليابان.

## وصلات خارجية
- كانون تاكاو على موقع IMDb (الإنجليزية)
- كانون تاكاو على موقع ميوزك برينز (الإنجليزية)
- كانون تاكاو على موقع ديسكوغز (الإنجليزية)
- كانون تاكاو على موقع قاعدة بيانات الفيلم (الإنجليزية)
- كانون تاكاو على موقع كينوبويسك (الروسية)
- كانون تاكاو على موقع ANN person (الإنجليزية)